# Cupolă triunghiulară giroalungită
În geometrie cupola triunghiulară giroalungită este un poliedru convex construit prin alungirea unei cupole triunghiulare (J3) prin atașarea la baza acesteia a unei antiprisme hexagonale (în loc de o prismă hexagonală, ca la poliedrul J18), ceea ce se reflectă în denumire prin prefixul „giro”. Este poliedrul Johnson (J22 ). Având 20 de fețe, este un tip de icosaedru deși acest nume este de obicei asociat cu forma poliedrului regulat cu fețe triunghiulare. De aceea denumirea de „icosaedru” este rareori folosită fără precizări suplimentare.
Cupola triunghiulară giroalungită poate fi văzută și ca o bicupolă triunghiulară giroalungită (J44) cu o cupolă triunghiulară îndepărtată. Ca la toate cupolele, poligonul bazei are de două ori mai multe laturi decât cel din partea de sus (în acest caz, poligonul de jos este un hexagon, iar cel de sus este un triunghi).

## Mărimi asociate
Următoarele formule pentru arie A și volum V sunt stabilite pentru lungimea laturilor tuturor poligoanelor (care sunt regulate) a:
{\displaystyle A=\left(3+{\frac {11{\sqrt {3}}}{2}}\right)a^{2}\approx 12,526279\,a^{2},}
{\displaystyle V={\frac {1}{3}}{\sqrt {{\frac {61}{2}}+18{\sqrt {3}}+30{\sqrt {1+{\sqrt {3}}}}}}\,a^{3}\approx 3,516053\,a^{3}.}

## Poliedru dual
Dualul cupolei triunghiulare giroalungite are 15 fețe: 6 romboizi, 3 romburi și 6 pentagoane:
| Dualul cupolei triunghiulare giroalungite | Desfășurata dualului |
| ----------------------------------------- | -------------------- |
|                                           |                      |